# John Herrington
John Bennett Herrington (* 14. září 1958, Wetumka, stát Oklahoma) je americký důstojník námořnictva a kosmonaut. Ve vesmíru byl jednou.

## Život

### Studium a zaměstnání
Absolvoval střední školu Plano High School v Plano. Vysokoškolské vzdělání získal na University of Colorado v Colorado Springs a v námořní akademii Naval Postgraduate School . Dostudoval v roce 1995.
V letech 1996 až 1997 absolvoval výcvik budoucích kosmonautů v Houstonu, poté byl zařazen do jednotky astronautů NASA. Zde setrval do září 2005. Od roku 2005 byl zaměstnán v řídící funkci u společnosti Rocketplane Limited, Inc. v Oklahoma City.
Oženil se, jeho manželkou je Debra, rozená Farmerová.

### Lety do vesmíru
Na oběžnou dráhu se v raketoplánu dostal jednou ve funkci letový specialista, pracoval na orbitální stanici ISS, třikrát vystoupil do volného vesmíru (EVA), kde strávil 19 hodin a 56 minut.
Ve vesmíru pobyl 13 dní, 18 hodin a 47 minut. Byl 425. člověkem ve vesmíru.
- STS-113 Endeavour (21. listopadu 2002 – 7. prosince 2002